# Amtsgericht Waiblingen

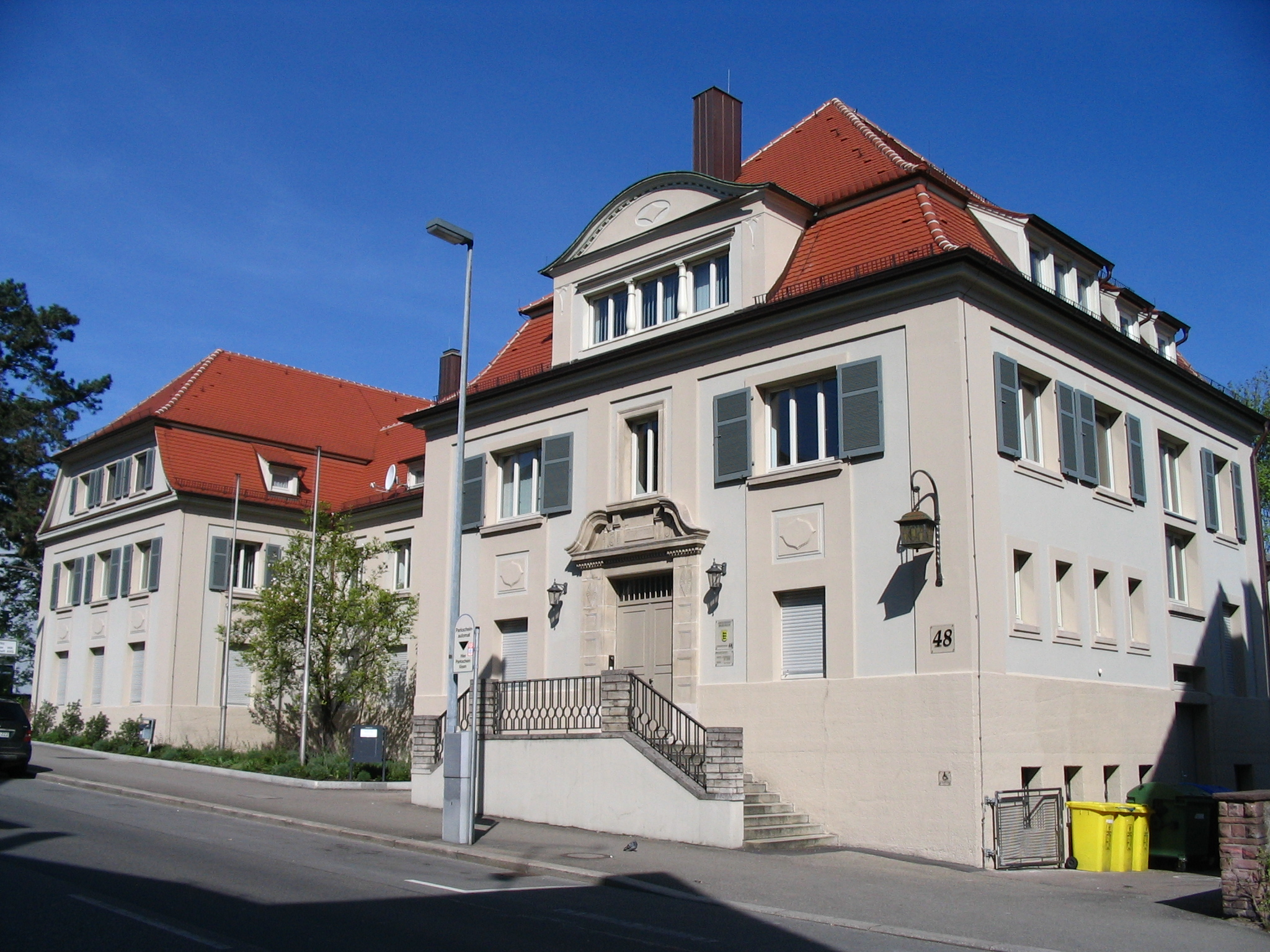
Das Hauptgebäude des Amtsgerichts Waiblingen.

Das Amtsgericht Waiblingen ist ein Gericht der ordentlichen Gerichtsbarkeit. Es ist eines von elf Amtsgerichten im Bezirk des Landgerichts Stuttgart.

## Gerichtsbezirk und -sitz
Gerichtssitz ist Waiblingen.
Der Gerichtsbezirk des Amtsgerichts Waiblingen umfasst neben der Stadt Waiblingen auch Berglen, Fellbach, Kernen, Korb, Leutenbach, Schwaikheim, Weinstadt und Winnenden.

## Gebäude
Das Hauptgebäude des Amtsgerichts Waiblingen befindet sich in der Bahnhofstraße 48 in 71332 Waiblingen – hier sind die Gerichtsverwaltung, die Strafabteilung und die Poststelle untergebracht. Daneben nutzt das Gericht in Waiblingen auch Gebäude...
- in der Fronackerstraße 56 (Zivilabteilung),
- in der Dammstraße 16 (Familienabteilung und Ausbildungszentrum) und
- in der Weidachstraße 15 (Vereinsregister und Zwangsvollstreckungsabteilung).
- in der Winnender Straße 27 (Grundbuchamt)

## Übergeordnete Gerichte
Dem Amtsgericht Waiblingen ist das Landgericht Stuttgart übergeordnet. Zuständiges Oberlandesgericht ist das Oberlandesgericht Stuttgart.